# Джере де' Каприоли
Джѐре де Каприо̀ли (на италиански: Gerre de' Caprioli, на местен диалект: le Gere, ле Джере) е село и община в Северна Италия, провинция Кремона, регион Ломбардия. Разположено е на 37 m надморска височина. Населението на общината е 1322 души (към 2016 г.).